# Tonne (Hohlmaß)
Die Tonne war ein volumetrisches Maß (Hohlmaß) für trockene und flüssige Stoffe im Europa des 19. Jahrhunderts.
Beachtet werden muss, dass diese Maßangabe von Ort zu Ort differierte. 
So z. B. galt für 
- Dresden: 1 Tonne = 98,238 Liter
- Preußen: 1 Tonne = 100 Stof = 114,5 Liter (Bier)
- Schweden: 1 Tonne = 164,84 Liter

Der Tonne entsprechen in der Größenordnung Fass, Zuber/Bütte, der große Schankeimer, und andere alte Hohlmaße.